# Copa croata de bàsquet
La copa croata de bàsquet (anomenada Kup Krešimira Čosića, en honor de l'històric jugador Krešimir Ćosić, mort el 1995) és la segona competició croata de basquetbol. Es juga des del 1992, i només cinc equips han aconseguit fins ara esdevenir-ne guanyadors, el KK Split, KK Cibona, el KK Zadar, el KK Zagreb i el KK Cedevita.

## Historial
| Any  | Guanyador        | Finalista        |
| ---- | ---------------- | ---------------- |
| 1992 | KK Split         | KK Cibona Zagreb |
| 1993 | KK Split         | KK Zadar         |
| 1994 | KK Split         | KK Cibona Zagreb |
| 1995 | KK Cibona Zagreb | KK Zrinjevac     |
| 1996 | KK Cibona Zagreb | KK Split         |
| 1997 | KK Split         | KK Cibona Zagreb |
| 1998 | KK Zadar         | KK Zagreb        |
| 1999 | KK Cibona Zagreb | KK Split         |
| 2000 | KK Zadar         | KK Cibona Zagreb |
| 2001 | KK Cibona Zagreb | KK Zadar         |
| 2002 | KK Cibona Zagreb | KK Zadar         |
| 2003 | KK Zadar         | KK Cibona Zagreb |
| 2004 | KK Split         | KK Zadar         |
| 2005 | KK Zadar         | KK Cibona Zagreb |
| 2006 | KK Zadar         | KK Zagreb        |
| 2007 | KK Zadar         | KK Zagreb        |
| 2008 | KK Zagreb        | KK Cibona Zagreb |
| 2009 | KK Cibona Zagreb | KK Zagreb        |
| 2010 | KK Zagreb        | KK Cibona Zagreb |
| 2011 | KK Zagreb        | KK Zadar         |
| 2012 | KK Cedevita      | KK Zagreb        |
| 2013 | KK Cibona Zagreb | KK Cedevita      |
| 2014 | KK Cedevita      | KK Zagreb        |
| 2015 | KK Cedevita      | KK Zadar         |
| 2016 | KK Cedevita      | KK Zadar         |
| 2017 | KK Cedevita      | KK Jolly Šibenik |
| 2018 | KK Cedevita      | KK Cibona Zagreb |
| 2019 | KK Cedevita      | KK Cibona Zagreb |
| 2020 | KK Zadar         | KK Cibona Zagreb |

## Palmarès
| Club             | Guanyador | Finalista |
| ---------------- | --------- | --------- |
| KK Cibona        | 7         | 11        |
| KK Zadar         | 7         | 7         |
| KK Cedevita      | 7         | 1         |
| KK Split         | 5         | 2         |
| KK Zagreb        | 3         | 6         |
| KK Zrinjevac     | 0         | 1         |
| KK Jolly Šibenik | 0         | 1         |